# Formazione di Buchenstein
La Formazione di Buchenstein è una unità litostratigrafica caratterizzata dalla grande continuità laterale, compresa tra il Lago di Como e il Cadore, depositatasi tra l'Anisico superiore e il Ladinico (Triassico medio).
Si tratta di una delle unità triassiche italiane (appartenente alle Alpi Meridionali) più nota, sia per l'estensione areale degli affioramenti sia per il contenuto paleontologico (le faune ad ammoniti permisero di definire la cronostratigrafia triassica nella Tetide) e per la posizione stratigrafica, e studiata dal XIX secolo: il termine formazionale risale al 1860, quando von Richtofen coniò "Buchensteiner schichten" (ovvero "strati di Buchenstein") e successivamente "Buchensteiner Kalk", dall'omonimo castello in valle del Cordevole (Belluno).
A seguito del processo di italianizzazione forzata dell'Alto-Adige durante il fascismo, l'unità viene ridenominata Formazione di Livinallongo nel 1930. Il termine litostratigrafico, modificato su basi politiche secondo l'adozione e il cambiamento forzato dei toponimi tedeschi della regione altoatesina, è rimasto in uso prevalentemente nell'area delle Dolomiti, mentre i geologi impegnati nel settore lombardo preferirono utilizzare il termine tradizionale, in numerosa cartografia geologica fino al 2007, ovvero fino all'anno di formalizzazione dell'unità: con la formalizzazione della Formazione di Buchenstein, si seguirono le regole di nomenclatura della International Stratigraphic Guide, che prevede l'utilizzo della denominazione originale, nonostante i cambiamenti storici dei toponimi. Per questo motivo, in alcuni fogli del progetto CARG, la formazione risulta denominata come Buchenstein (BUC), Buchenstein-Livinallongo (BHL) e Livinallongo (LVN).

Nel 2005, è stato formalizzato il GSSP (Global Stratotype Sections and Points) che individua la base del Ladinico nella sezione di Bagolino (Brescia), a 5m dalla base della Formazione di Buchenstein.

## Descrizione litologica
I massimi spessori e la maggior articolazione sedimentaria sono raggiunti dall'unità nell'area Dolomitica; è dunque opportuno descrivere l'unità in modo separato per le tre zone di affioramento.
1. Settore Lombardo: è costituita da 40-70m di calcari fini e micritici (mudstone-wackestone) nodulari[3] e grigio-scuri, con selce in bande e noduli e livelli d'interstrato[4] argillosi, con riconoscibili laminazioni piano-parallele. Verso l'alto sono comuni le intercalazioni metriche di marne grigie e gli orizzonti di piroclastiti (arenarie, siltiti o argille vulcanoclastiche grigio-verdi, con gradazioni normali[5] e clasti composizionalmente acidi, riconducibili ad andesiti e daciti; Pietra Verde Auct.), utilizzati per correlazioni[6] alla scala regionale. Localmente, sono frequenti corpi di calciruditi e calcareniti (livelli torbiditici gradati) e serie di calcari micritici ricche in argille. Nell'area della Grigna, le tufiti verdi raggiungono un'elevata frequenza mentre nella Val di Scalve-Concarena è riconosciuto un intervallo con spessore fino a 50m. Il tetto dell'unità può essere caratterizzato da calcari scuri fini privi di selce. Il contenuto paleontologico è ridotto e dato da faune ad ammoniti, bivalvi (genere Daonella con specie facies-dipendenti[7]), vertebrati (come pesci), crostacei, conodonti e radiolari. In Val Parina, è descritta la forte componente di risedimentazione di quest'unità: nei livelli calcarenitici-torbiditici sono presenti frammenti di crinoidi, oncoidi e dasycladacee alloctoni[8] derivati dalla piattaforma carbonatica laterale del Calcare di Esino.Livello calcitorbiditico (base con granulometria arenitica passante a verso l'alto a lutitica) nella Formazione di Buchenstein lombarda

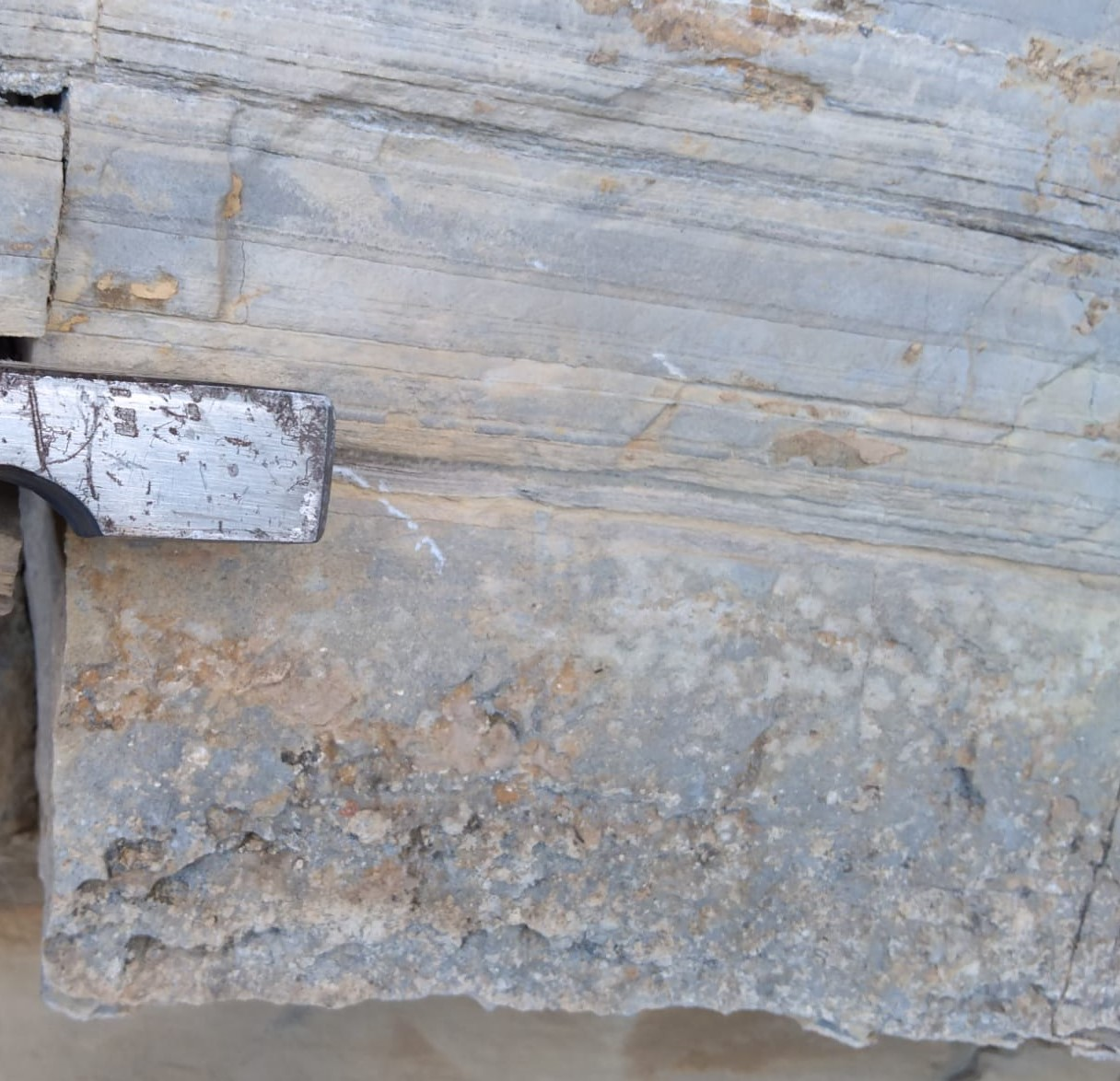
Livello calcitorbiditico (base con granulometria arenitica passante a verso l'alto a lutitica) nella Formazione di Buchenstein lombarda

2. Settore Dolomitico occidentale: l'unità ha uno spessore di 40-70m mediamente, mentre localmente può raggiungere i 100-200m. Tradizionalmente è separata in tre membri: Plattenkalke, costituito da ritmiti bituminose, calcari micritici neri laminati e calcari dolomitici bituminosi, ricchi in bivalvi pelagici e radiolari calcitizzati, con frequenti intercalazioni di livelli vulcanoclastici (Pietra Verde); localmente (Val Gardena e Seceda) sono state ritrovate faune ad ammoniti, con esemplari di Lecanites misani, Protachyceras, Aploceras e Parakellnerites. Knollenkalke, costituito da calcari nodulari grigi-rossi-verdi, calcari micritici grigi, calcareniti e calciruditi (torbiditi sia neritiche sia pelagiche), con noduli di selce nerastri, in cui si riconoscono bivalvi pelagici, radiolari, spicole di spugne e frammenti di crinoidi, e numerose piroclastiti e vulcanotorbiditi. Bänderkalke, costituito da alternanze di calcareniti e arenarie, siltiti e micriti selcifere (microtorbiditi carbonatiche e silicoclastiche), con tufiti verdi; verso l'alto è caratteristico l'aumento delle facies torbiditiche.Contatto tra le facies bacinali del Buchenstein e un corpo di megabrecce carbonatiche del pendio-scarpata della coeva piattaforma dell'Esino (Grigna Settentrionale)

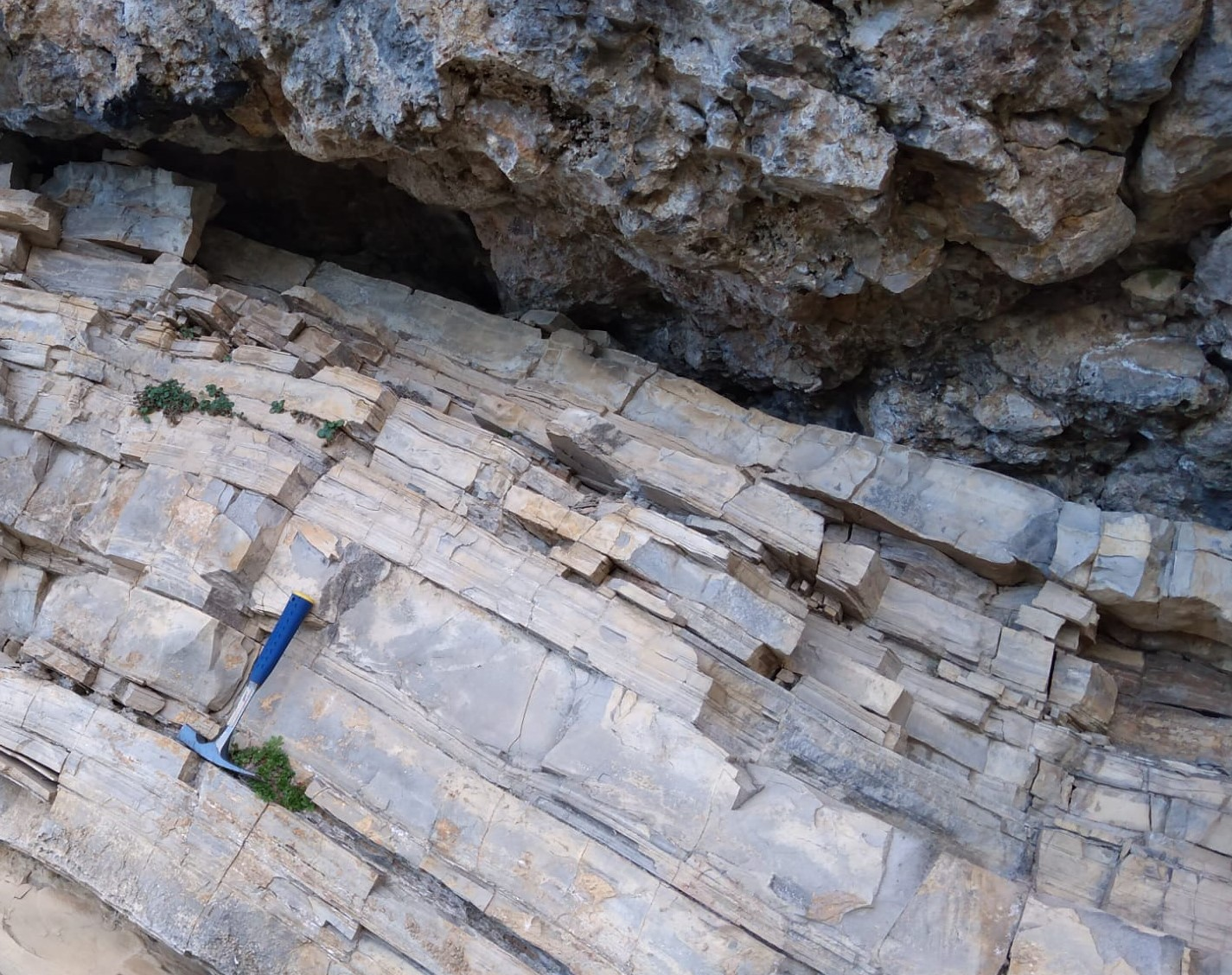
Contatto tra le facies bacinali del Buchenstein e un corpo di megabrecce carbonatiche del pendio-scarpata della coeva piattaforma dell'Esino (Grigna Settentrionale)

3. Settore Dolomitico orientale e Cadore: l'unità ha uno spessore di 35-60m generalmente, mentre localmente raggiunge  i 120m (Valle del Lumiei). Anche in queste zone, l'unità presenta una tipica tripartizione, con litologia piuttosto simili alle Dolomiti occidentali; i Plattenkalke si differenziano per essere più bituminosi, mentre i membri superiore per la maggior frequenza e potenza dei livelli tufitici, nonostante sia sempre presente una variazione laterale legate al contesto paleogeografico del bacino. Da un punto di vista litologico, si riconoscono calcari micritici, talvolta marnosi e nodulari, con bivalvi pelagici e radiolari, ritmiti argillose-silicee, corpi torbiditici arenacei e intercalazioni vulcanoclastiti con frammenti di origine basico-acida.

Si deve sottolineare che gli spessori della formazione sono sempre minori di quelle delle unità coeve di piattaforma.

## Ambiente sedimentario
L'unità rappresenta la marcata differenziazione delle facies del Triassico medio nelle Alpi Meridionali, in un contesto deposizionale caratterizzato da un aumento relativo del livello del mare ed elevati tassi di subsidenza, con conseguente estensione dei bacini intrapiattaforma e isolamento delle piattaforme Ladiniche. L'ambiente bacinale (che poteva raggiungere profondità di 100-300m) era dunque caratterizzato da sedimentazione di micrite dilavata dalle piattaforme laterali, in cui l'abbondanza di selce è riconducibile alla fioritura dei radiolari causata dalla saturazione delle acque in silice derivata dall'immissione nell'ambiente marino di prodotti vulcanici andesitici-dacitici (prodotti in un contesto di arco vulcanico e bacino di retroarco localizzati al di fuori dell'area di deposizione). Inoltre, la complessiva ridotta presenza di fossili indica che i bacini fossero caratterizzati da condizioni disossiche-anossiche, interpretazione supportata da analisi paleoecologiche su esemplari di Daonella: questi presentano adattamenti morfologici alla scarsa ossigenazione, quali un elevato rapporto superficie-volume e un guscio estremamente sottile. L'elevata variazione laterale e verticale delle intercalazioni torbiditiche, invece, è dovuta ai rapporti con le piattaforme coeve, e in particolare alla posizione all'interno del bacino: le torbiditi sono dunque più frequenti e grossolane verso i margini delle piattaforme, oltre che nei periodi di progradazione delle stesse.

## Rapporti stratigrafici e datazione
Data la diffusione areale dell'unità, è necessario distinguere anche in questo caso i rapporti stratigrafici tra i differenti settori:

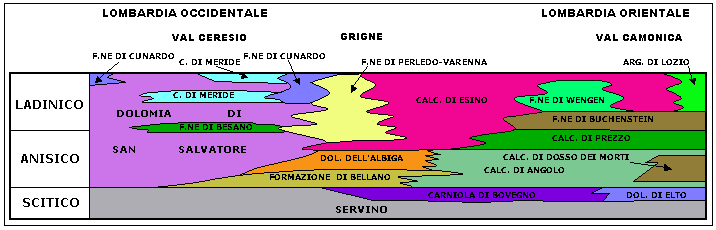
Schema dei rapporti tra le unità stratigrafiche del Triassico Inferiore e Medio in Lombardia. Gli spessori formazionali non sono rispettati. Da Desio, 1973; Gaetani et al., 1986. Modificato

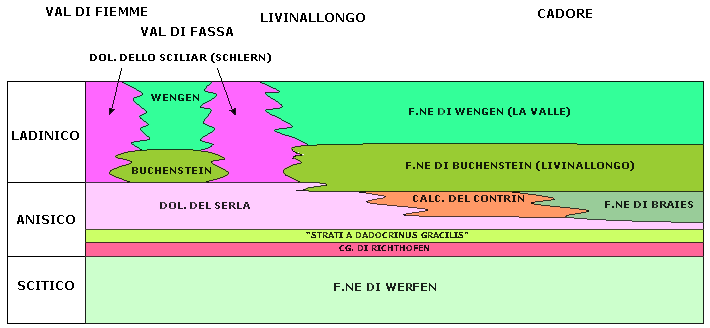
Schema dei rapporti tra le unità stratigrafiche del Triassico Inferiore e Medio in Dolomiti. Gli spessori formazionali non sono rispettati. Da vari Autori, modificato

1. Settore Lombardo: il limite inferiore è sempre con il Calcare di Prezzo, ed è stato posto al primo cambiamento litologico ovvero alla comparsa di selce scura e intercalazione tufitiche; tuttavia, questi caratteri precedono la comparsa di calcari nodulari, tipicamente del Buchenstein, e dunque il passaggio tra le unità è graduale, caratterizzato da un intervallo transizionale in cui la stratificazione è simile a quella del Calcare di Prezzo (con alternanze monotone di calcari marne circa 1:1) ma con selce e tufiti. Il limite superiore, invece, può essere con il Calcare di Esino oppure con la Formazione di Wengen; nel primo caso,  il limite si realizza con un passaggio netto segnato dall'aumento in frequenza e spessore degli strati calcarei (associato alla scomparsa delle intercalazioni argillose e della selce), talvolta dall'appoggio in downlap di un corpo di megabrecce di pendio-scarpata progradante dalla piattaforma (vd. immagine sul contatto Buchenstein-Esino); nel secondo caso, il limite è netto e marcato dalla presenza di strati regolari marnosi (con colori di alterazione tipici marroni-gialli) e intercalazioni di arenarie.
2. Settore Dolomitico occidentale: il limite inferiore è dato da un contatto netto con le unità Anisiche della Formazione dell'Ambata (calcari micritici bacinali, talvolta selciferi) o con i termini antichi del gruppo del M. Siera (Formazione del Contrin: calcari e calcari dolomitici di piattaforma). Verso l'alto, sono caratteristici i rapporti di interdigitazione con il pendio-scarpata della Dolomia dello Sciliar. Il limite superiore è netto e segnato dall'appoggio dei depositi della Formazione di Wengen.
3. Settore Dolomitico orientale e Cadore: i limiti sono analoghi a quelli descritti nel settore Dolomitico occidentale, con il limite inferiore netto con la Formazione del Contrin (nelle aree di piattaforma, annegate per cause tettoniche) e con la Formazione dell'Ambata (nelle aree bacinali); è differente il limite superiore, che può realizzarsi per sostituzione da parte dei depositi della Dolomia dello Sciliar oppure per passaggio graduale con depositi torbiditici silicoclastici delle arenarie di Zoppè (nelle zone bacinali). Talvolta, il limite superiore è disconforme con i sovrastanti depositi del caotico eterogeneo.

L'età è stata attribuita sulla base degli studi stratigrafici, biostratigrafici (su ammoniti e Daonelle) e datazioni radiometriche sugli orizzonti vulcanoclastici intercalati.